# Chapter VII: Hope & Sorrow
Chapter VII: Hope & Sorrow è il settimo album in studio del gruppo musicale alternative metal statunitense Sevendust, pubblicato nel 2008.

## Tracce
1. Inside – 4:36
2. Enough – 4:34
3. Hope (feat. Mark Tremonti) – 4:42
4. Scapegoat – 3:55
5. Fear – 5:06
6. The Past (feat. Chris Daughtry) – 3:53
7. Prodigal Son – 3:33
8. Lifeless – 4:34
9. Sorrow (feat. Myles Kennedy) – 4:49
10. Contradiction – 3:24
11. Walk Away – 6:34

## Formazione
Gruppo
- Lajon Witherspoon - voce
- John Connolly - chitarra, cori
- Sonny Mayo - chitarra
- Vinnie Hornsby - basso
- Morgan Rose - batteria, cori

Collaboratori
- Travis Daniels - violoncello, tastiere
- Mark Tremonti - chitarra
- Chris Daughtry - voce
- Myles Kennedy - voce